# Gustave Le Gray

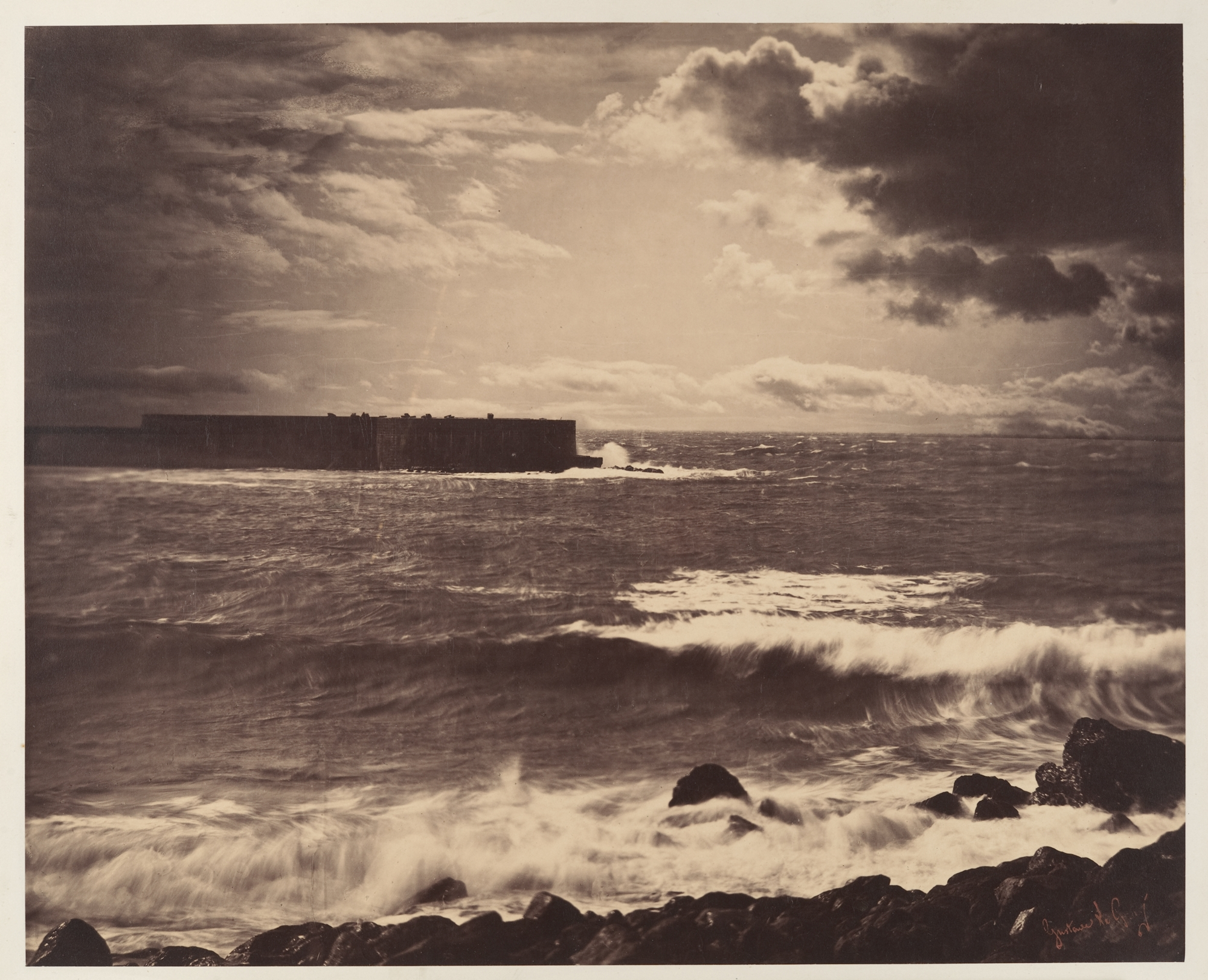
La Gran Vague, Seta, 1857.

Gustave Le Gray (Villiers-le-Be, 1820 - El Caire, 1884) fou un investigador i fotògraf francès.

## Biografia

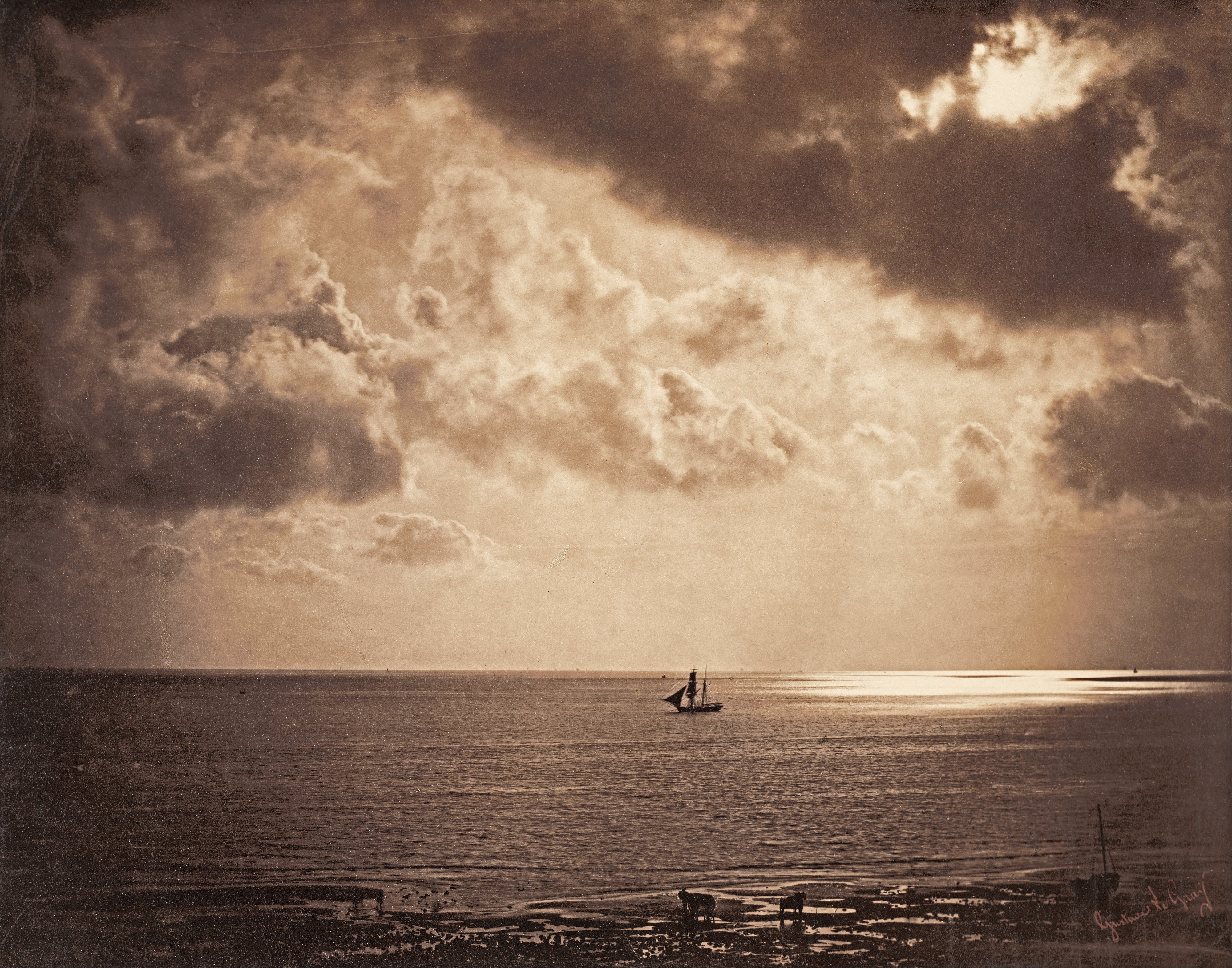
Brick au clair de lune, 1846 o 1847.

Com a retratista fotogràfic va obrir el seu estudi a la mateixa casa de la Rue des Capucines on més tard obriria el seu estudi Nadar. La falta d'esperit comercial i les limitacions tècniques del daguerreotip, al costat del gran èxit de Disdéri, el van fer abandonar el gènere del retrat fotogràfic per dedicar-se a altres gèneres com la fotografia de paisatge o la fotografia de viatge.
Les seves fotografies de paisatges marins van tenir un gran èxit. El resultat final era una combinació de dos negatius on el cel i l'onatge, impressionats per separat, s'unien en perfecta harmonia. El domini de la tècnica fotogràfica li va portar a obtenir grans resultats en aquest tipus de paisatges mitjançant la captació del cel i el mar en una sola presa, raó per la qual se'l considera un dels precursors de la instantània fotogràfica.
Va ser cofundador de la Societat Heliogràfica i de la Societat Francesa de Fotografia. Posteriorment va participar en la Missió Heliográfica encarregant-se de Turena i Aquitània.
A Le Gray es deuen un seguit de progressos tècnics, com ara l'ocupació del paper encerat sec o la proposta d'utilització del col·lodió humit per a un paper negatiu en el seu Tractat pràctic de la fotografia, 1849.
El 1860 va embarcar cap a Orient, assentant-se al Caire on va impartir classes de fotografia. Es desconeix si va ser enterrat al Caire o a París.
Morí el 1884, probablement al Caire.